# محمد السادس (فرقاطة)
محمد السادس هي فرقاطة من فئة فريم تابعة للبحرية الملكية المغربية.

## التطوير والتصميم
تم اقتراح ثلاثة أنواع أصلية من فرقاطة فريم؛ طراز مضاد للغواصات (ASW)، طراز للأغراض العامة (GP)، وطراز للهجوم الأرضي (AVT) ليحل محل الفئات الحالية من الفرقاطات داخل القوات البحرية الفرنسية والإيطالية. كان من المقرر بناء ما مجموعه 27 سفينة: 17 لفرنسا و10 لإيطاليا - مع أهداف إضافية تتمثل في التصدير، إلا أن تخفيضات الميزانية والمتطلبات المتغيرة أدت إلى انخفاض هذا العدد بشكل كبير بالنسبة لفرنسا، في حين ظل الطلب الخاص بإيطاليا دون تغيير. تم إلغاء فئة الهجوم الأرضي (AVT) لاحقًا.
في 24 أكتوبر 2007، أُعلن أن البحرية الملكية المغربية طلبت فرقاطة فريم لاستبدال كورفيت من طراز ديسكوبيرتا. تم توقيع العقد في 18 أبريل 2008 وبدأ بناء السفينة المغربية في صيف 2008 ومن المتوقع تسليمها في 2012 أو 2013. السفينة المغربية تشبه النسخة الفرنسية المضادة للغواصات، بدون نظام الإطلاق العمودي سيلفر المخصص لصواريخ ستورم شادو وتبلغ تكلفتها 470 مليون يورو.

## البناء
وتعد "محمد السادس" أكبر وأقوى فرقاطة في أفريقيا (مع الفرقاطة المصرية "تحيا مصر" من نفس الفئة). تم إطلاق الفرقاطة في 14 سبتمبر 2011 وتم تسليمها في 30 يناير 2014. دخلت السفينة الخدمة في 30 يناير 2014. ترسو في قاعدة القصر الصغير البحرية.